# Archon eponymos
Archon eponymos (altgriechisch ἄρχων ἐπώνυμος) war ein Amt im antiken Athen. Die ursprüngliche Stellung des Amtes ist umstritten, wahrscheinlich übernahm der Archon eponymos nach dem Basileus die Staatsführung, während die Priesteraufgaben und die Kriegsführung bei anderen Archonten lagen.

## Archaische Zeit
Der Archon eponymos war mit größter Wahrscheinlichkeit der „Oberbeamte“ Athens in der archaischen Zeit und Leiter der Polis. Sein Name gab dem Jahr den Namen und vermutlich war er auch Vorgesetzter der anderen acht Archonten, oberster Gerichtsherr Athens und oberster Kriegsherr, was allerdings umstritten ist. Als Heerführer wird oftmals der Archon polemarchos gesehen.

## Klassische Zeit
Der eponyme Archon war weiterhin oberster Gerichtsherr Athens und stand dem Kollegium der Archonten vor. Ihm oblag die Sorge für das Familien- und Erbrecht und er war der „Hüter der Familie“. Dies schloss den Vorsitz bei Gerichtsverfahren auf diesen Rechtsgebieten ein. Er leitete die großen Gemeindefeste, so die Dionysien und Thargelien, und bestellte die Chöre und Choregen sowie die Festgesandtschaften nach Delos.